# Разорванные цепи
«Разорванные цепи» (1916) — художественный немой фильм режиссёра Евгения Бауэра. Фильм вышел на экраны 15 ноября 1916 года. Фильм не сохранился.
Другое название фильма — «Песнь любви и страданий».

## История создания
Известно, что первая версия фильма снималась в Сочи в августе-сентябре 1915 года. Главные роли исполняли В. Холодная и А. Безирганов. При проявлении в Москве плёнки оказались бракованными.
В следующем году фильм был переснят с другими актёрами.

## Сюжет
На сюжет одноимённого романа Э. Вернер. О трагедии честной жены, покинутой мужем ради итальянской певицы. Муж тоскует по оставленной у жены малютке-дочери. Певица, желая удержать возлюбленного, похищает девочку.

## В ролях
| Актёр               | Роль                                  |
| ------------------- | ------------------------------------- |
| Витольд Полонский   | Карцев, композитор                    |
| Лидия Рындина       | жена Карцева                          |
| Эмма (Лина) Бауэр   | Беатричи Бионкони, итальянская певица |
| Александр Херувимов | отец Беатричи, флотский капитан       |

Фильм включается в фильмографию Веры Холодной как неоконченный. Она играла роль жены Карцева (его роль в первой версии фильма играл А. Безирганов).

## Съёмочная группа
- Режиссёр: Евгений Бауэр
- Оператор: Борис Завелев
- Продюсер: Александр Ханжонков

## Критика
Журнал «Вестник кинематографии» писал о фильме Евгения Бауэра: «Помимо красивой и изящной внешности, столь обычной для картин этого режиссёра, картина „Разорванные цепи“ проникнута сильным настроением и убедительна в своем драматическом решении». В другой рецензии вскоре после выхода фильма в журнале «Проектор» её автор противопоставляет сюжет, где «ничего особенного», актёрскому исполнению:

«Картина оставляет глубокое впечатление и может быть отнесена к числу наиболее удачных выпусков фирмы. Объясняется это исключительно удачной игрой… Нелеп по своей кинематографичности финал пьесы — он является резким диссонансом».

Историк дореволюционного кино Вениамин Вишневский отметил, что это фильм, «интересный прекрасным актёрским ансамблем».
Киновед Ромил Соболев относил «Разорванные цепи» к числу лучших фильмов режиссёра Евгения Бауэра.